# Vikingaräden mot Sevilla
Vikingaräden mot Sevilla, som då var en del av Umayyademiraten av Córdoba, ägde rum år 844. Efter att ha gjort räder mot kusterna som idag tillhör Spanien och Portugal, anlände en vikingaflotta i Sevilla via Guadalquivir den 25 september, och tog över staden den 1 eller den 3 oktober. Vikingarna plundrade staden och de omgivande områdena. 
Emir Abd ar-Rahman II av Córdoba mobiliserade och skickade en stor trupp mot vikingarna under ledning av hajib Isa ibn Shuhayd. Efter en rad obeslutsamma strider besegrade den muslimska armén vikingarna den 11 eller den 17 november. Sevilla återtogs och de återstående vikingarna flydde från Spanien. Efter räden byggde muslimerna upp nya trupper och tillverkade fler skepp och annan militär utrustning för att skydda kusten. Den snabba militära responsen år 844 och de efterföljande defensiva förbättringarna avskräckte vikingarna från att utföra fler attacker.
Historiker som Hugh N. Kennedy och Neil Price jämför den snabba muslimska responsen under räden år 844, samt organisationen av det långvariga försvaret, med den svaga responsen hos de samtida karolingerna och anglosaxare mot vikingarna.